# Continuité uniforme
En topologie, la continuité uniforme (ou l'uniforme continuité) est une propriété plus forte que la continuité, et se définit dans les espaces métriques ou plus généralement les espaces uniformes. Contrairement à la continuité, la continuité uniforme n'est pas une notion « purement topologique » c'est-à-dire ne faisant intervenir que des ouverts : sa définition dépend de la distance ou de la structure uniforme.

## Définitions et exemples

### Espace métrique
Le contexte typique de la définition de la continuité uniforme est celui des espaces métriques.

Soient ({\displaystyle E}, {\displaystyle d}) et ({\displaystyle F}, {\displaystyle d'}) deux espaces métriques. Une application {\displaystyle f} : {\displaystyle E} → {\displaystyle F} est dite uniformément continue si :
{\displaystyle \forall \varepsilon >0\quad \exists \delta >0\quad \forall (x,y)\in E\times E\quad \left(d(x,y)\leq \delta \Rightarrow d'(f(x),f(y))\leq \varepsilon \right).}

N.B. : la continuité « simple » de {\displaystyle f} s'écrit par comparaison :
De même que pour la continuité « simple » ou la limite d'une fonction en un point, on obtient une définition équivalente de la continuité uniforme lorsqu'on remplace ci-dessus l'une des deux inégalités larges, ou les deux, par une inégalité stricte.
Le terme uniforme signifie que le choix de {\displaystyle \delta } en fonction de {\displaystyle \varepsilon } ne dépend pas du point considéré, il est uniforme sur {\displaystyle E}.

### Fonction de la variable réelle et à valeurs réelles
Si les espaces de départ et d'arrivée de la fonction {\displaystyle f} sont des intervalles de l'ensemble des nombres réels munis de la norme valeur absolue, la définition s'écrit :

### Exemple et contre-exemple
- La fonction racine carrée, de ℝ+ dans ℝ, est uniformément continue[1].
- La fonction carré, de ℝ dans ℝ, n'est pas uniformément continue[1].

Remarque : la fonction racine carrée est 1/2-höldérienne. Plus généralement, pour 0 < a ≤ 1, toute application a-höldérienne entre espaces métriques est uniformément continue.

## Propriétés

### Fonctions lipschitziennes
Toute fonction k-lipschitzienne (donc 1-höldérienne) est uniformément continue : il suffit de choisir {\displaystyle \delta } tel que {\displaystyle k\delta \leq \epsilon }.
En particulier, toute fonction dérivable d'un intervalle réel dans ℝ et de dérivée bornée est uniformément continue.

### Continuité de Cauchy
Une application entre deux espaces métriques est dite Cauchy-continue si elle transforme toute suite de Cauchy en une suite de Cauchy. Cette notion de continuité est strictement intermédiaire entre la continuité simple et la continuité uniforme,.
Toute application Cauchy-continue sur une partie A de E et à valeurs dans un espace complet s'étend continûment (de façon évidemment unique) à l'adhérence de A dans E,.
Ceci permet par exemple de définir les exponentielles.

### Théorème de Heine
Le théorème de Heine indique que toute fonction continue d'un espace métrique dans un espace métrique est uniformément continue si l'espace de départ est compact.
En particulier, une fonction continue f de E dans un espace métrique est uniformément continue dans les cas suivants :
- E est un segment réel ;
- E = ℝ et f est périodique ;
- E = ℝn et f est nulle à l'infini.

### Prolongement par continuité
Toute application uniformément continue sur une partie A de E est Cauchy-continue donc s'étend continûment (de façon unique) à l'adhérence de A dans E, dès que l'espace d'arrivée est complet. De plus, ce prolongement hérite de la continuité uniforme. En effet, si f est continue sur E et si la restriction de f à une partie dense de E est uniformément continue, alors f est uniformément continue sur E.
Cette propriété est utilisée parfois pour prolonger des applications linéaires (ou multilinéaires) définies sur des espaces vectoriels normés, comme l'intégrale de Riemann.

## Applications

### Approximation uniforme des fonctions continues par les fonctions en escalier
Toute fonction continue {\displaystyle f} sur un segment {\displaystyle [a,b]} et à valeurs dans un espace métrique est réglée, c'est-à-dire limite uniforme de fonctions en escalier.
Autrement dit, pour tout réel {\displaystyle \varepsilon } strictement positif, il existe une fonction en escalier φ sur {\displaystyle [a,b]}, telle que :
On utilise pour cela le fait que {\displaystyle f} est uniformément continue (théorème de Heine), et l'on découpe l'intervalle {\displaystyle [a,b]} en {\displaystyle n} sous-intervalles de longueur {\displaystyle (b-a)/n} inférieure au {\displaystyle \delta } intervenant dans la définition de l'uniforme continuité. On montre alors que la fonction φ valant, par exemple, {\displaystyle f(a+k(b-a)/n)} sur chaque intervalle {\displaystyle [a+k(b-a)/n,a+(k+1)(b-a)/n]} et {\displaystyle f(b)} au point {\displaystyle b}, convient.

### Intégrale de Riemann
Soit F l'espace vectoriel des fonctions en escalier sur [a, b] et à valeurs dans un espace de Banach E. On définit l'intégrale I(φ) d'une telle fonction en escalier φ comme une somme finie :
où φ est constante égale à φi sur l'intervalle ]ai, ai+1[, les ai constituant une subdivision de [a, b].
On montre que sur F, muni de la norme de la convergence uniforme, I est lipschitzienne donc uniformément continue ; elle se prolonge donc au complété de F : l'espace des fonctions réglées de [a, b] dans E. On a défini ainsi l'intégrale de Riemann des fonctions réglées.

### Approximation des fonctions continues par les polynômes
Soit f une fonction bornée sur [0, 1]. Considérons la suite de polynômes :
Si f est continue en x, on montre que la suite (Pn(x)) converge vers f(x). Si f est continue sur [0, 1] et donc uniformément continue, on montre que la suite (Pn) converge uniformément vers f sur [0, 1]. Ce résultat constitue une version constructive du théorème d'approximation de Weierstrass.

### Espace vectoriel normé
Un espace vectoriel normé n'est pas nécessairement complet. Or la complétude se révèle une propriété importante pour l'étude d'espaces fonctionnels. Elle permet par exemple d'utiliser le théorème de Hahn-Banach ou de Banach-Steinhaus.
Il existe des techniques permettant de « compléter » un espace métrique. Appliquées à un espace vectoriel normé (cf. « Complété d'un espace vectoriel normé »), elles produisent un espace qui est non seulement un espace métrique complet mais un espace vectoriel normé complet, encore appelé espace de Banach. La propriété générale de prolongement par continuité (vue plus haut) devient alors utile pour comparer les applications linéaires continues sur E et celles sur son complété. Ces techniques sont valables en particulier pour un espace muni d'un produit scalaire.

## Généralisation aux espaces uniformes
La notion d'espace uniforme généralise celle d'espace métrique, et celle de continuité uniforme d'une application s'étend à ce cadre :
Soient {\displaystyle (E,\Phi )} et {\displaystyle (F,\Psi )} deux espaces uniformes, c'est-à-dire que {\displaystyle \Phi } et {\displaystyle \Psi } sont des ensembles d'entourages respectivement sur E et sur F.

Une application f : E → F est dite uniformément continue si pour tout entourage {\displaystyle {\mathcal {V}}\in \Psi }, il existe un entourage {\displaystyle {\mathcal {U}}\in \Phi } tel que pour tout {\displaystyle (x,y)\in {\mathcal {U}}} on a {\displaystyle (f(x),f(y))\in {\mathcal {V}}}.

Ceci revient à dire que pour tout entourage {\displaystyle {\mathcal {V}}\in \Psi }, l'ensemble des {\displaystyle (x,y)\in E^{2}} tels que {\displaystyle (f(x),f(y))\in {\mathcal {V}}} est un entourage de {\displaystyle \Phi }.
Lorsque la structure uniforme sur les deux ensembles dérive d'une métrique, cette dernière définition est équivalente à la définition spécifique donnée ci-dessus pour la continuité uniforme entre espaces métriques.
Le théorème de prolongement ci-dessus se généralise à ce contexte.
Cette généralisation est fructueuse dans l'étude des groupes topologiques (non nécessairement métrisables), car tout morphisme continu de groupes topologiques est uniformément continu (en ce sens plus général).